# Édouard Baldus
Pour les articles homonymes, voir Baldus.
Édouard Denis Baldus, né le 5 juin 1813 à Grünebach (Duché de Nassau) et mort le 22 décembre 1889 à Arcueil (Val-de-Marne), est un peintre et un photographe prussien naturalisé français en 1856.
Ses photographies de paysages et de monuments, innovantes dans leur genre, permettent de témoigner de la transformation du paysage par l'ingénierie moderne durant les années 1850-1869, de la confiance dans le progrès technique, mais aussi l’esprit et les ambitions de la France du Second Empire.
Son album consacré à la Compagnie des Chemins de fer de Paris à Lyon et à la Méditerranée est considéré comme le point culminant de sa période créatrice.

## Biographie
Peintre de formation, Édouard Baldus s’installe à Paris en 1838, après un voyage aux États-Unis, pour perfectionner sa peinture et expose aux Salons de 1847, 1848 et 1851.
Ses premières expériences photographiques datent de la fin des années 1840, sans doute vers 1848, lorsque le calotype — procédé de tirage papier à partir de négatif, inventé par William Henry Fox Talbot —, est importé en France. Dès 1851, Édouard Baldus est reconnu comme l'un des rares photographes sachant imposer une sensibilité esthétique à son art dont les sujets sont essentiellement des éléments d’architecture et des vues citadines. Il est d'ailleurs l'un des cinq artistes sélectionnés par la Commission des monuments historiques, un organisme gouvernemental, pour effectuer des missions héliographiques, des enquêtes photographiques du patrimoine architectural, en se concentrant particulièrement sur les monuments à restaurer. Baldus est envoyé au sud, à Fontainebleau, à travers la Bourgogne, le Dauphiné, le Lyonnais, la Provence et une petite partie du Languedoc.
Il photographie la France entière, principalement ses monuments, mais aussi les travaux ferroviaires de l'époque et réalise aussi les premiers reportages, comme en 1856, lors des inondations du Rhône.

## Distinctions
- Chevalier de la Légion d'honneur (1860)[4]

## Chronologie

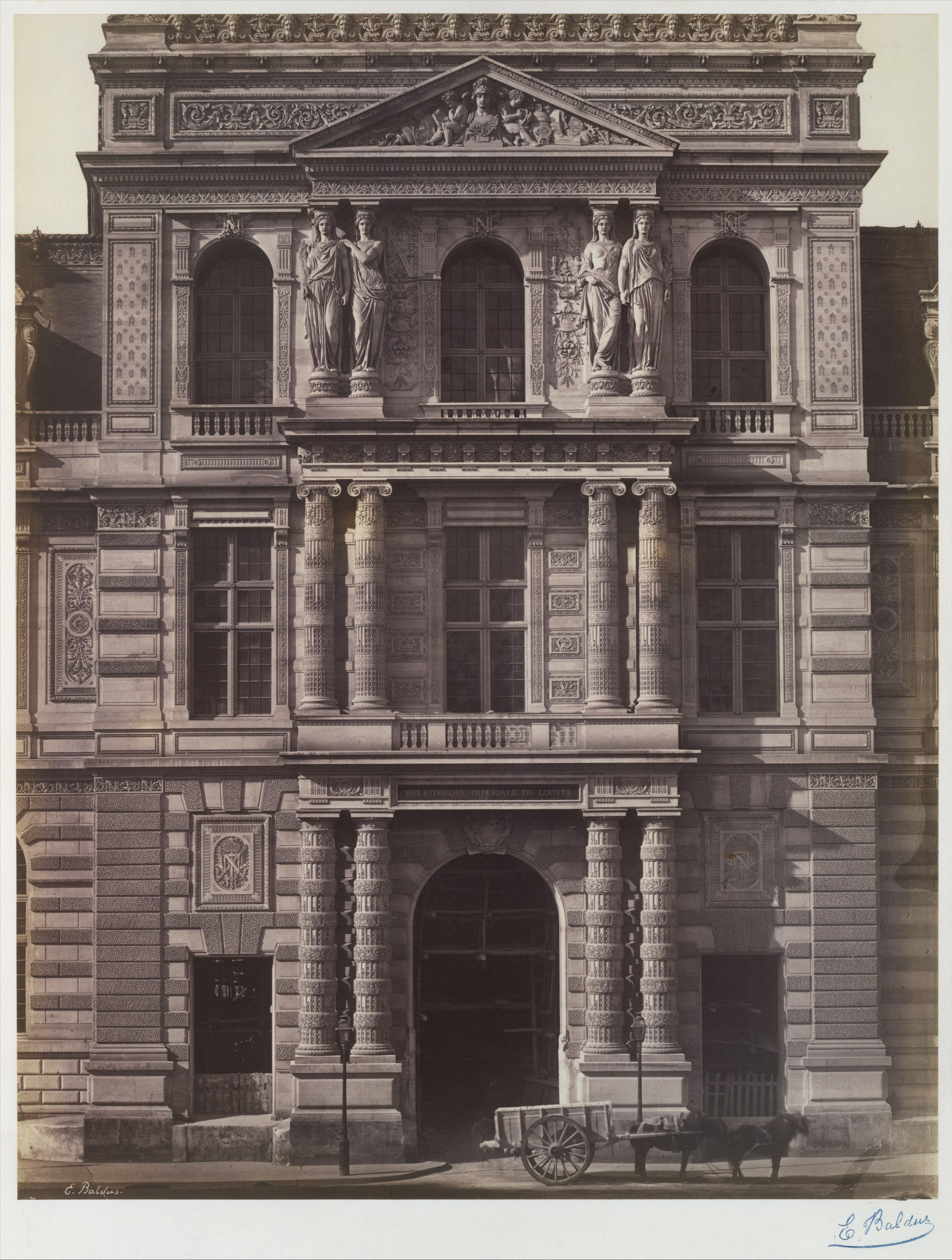
La Librairie impériale du Louvre (1856-1857).

- 1851 : il participe à la Mission héliographique pour le compte de la Commission des monuments historiques en Bourgogne, dans le Dauphiné et le Midi. Soucieux d'enregistrer une vue d'ensemble de chaque édifice, il met au point un système sophistiqué d'assemblages de négatifs. Reconnu pour son talent, il reçoit de nombreuses commandes durant toute cette décennie.
- 1852 : il participe à un ouvrage photographique, Les Villes de France.
- 1853 : il se rend à nouveau dans le Midi en 1853.
- 1854 : il voyage en Auvergne en compagnie de Fortuné Joseph Petiot-Groffier. Auguste Galimard publie son ouvrage, Vitraux de l'église Sainte-Clotilde, dont Baldus réalise les illustrations photographiques.
- 1855 : à la demande du baron James de Rothschild, il commémore dans un somptueux album Visite de sa majesté la reine Victoria et de son altesse royale le prince Albert, 18-27 août 1855. Itinéraire du chemin de fer du Nord, l'itinéraire emprunté en chemin de fer par la reine Victoria, escortée par Napoléon III, de Boulogne à Paris, pour se rendre à l'Exposition universelle[5]. Ces photographies font l'objet d'un nouveau tirage quatre années plus tard, complétées de nouvelles prises de vues réalisées par Auguste Collard, pour la réalisation d'un nouvel Album du Chemin de fer du Nord, créé à l'occasion de l'inauguration de la nouvelle ligne de Saint-Denis à Creil passant par Chantilly[6].

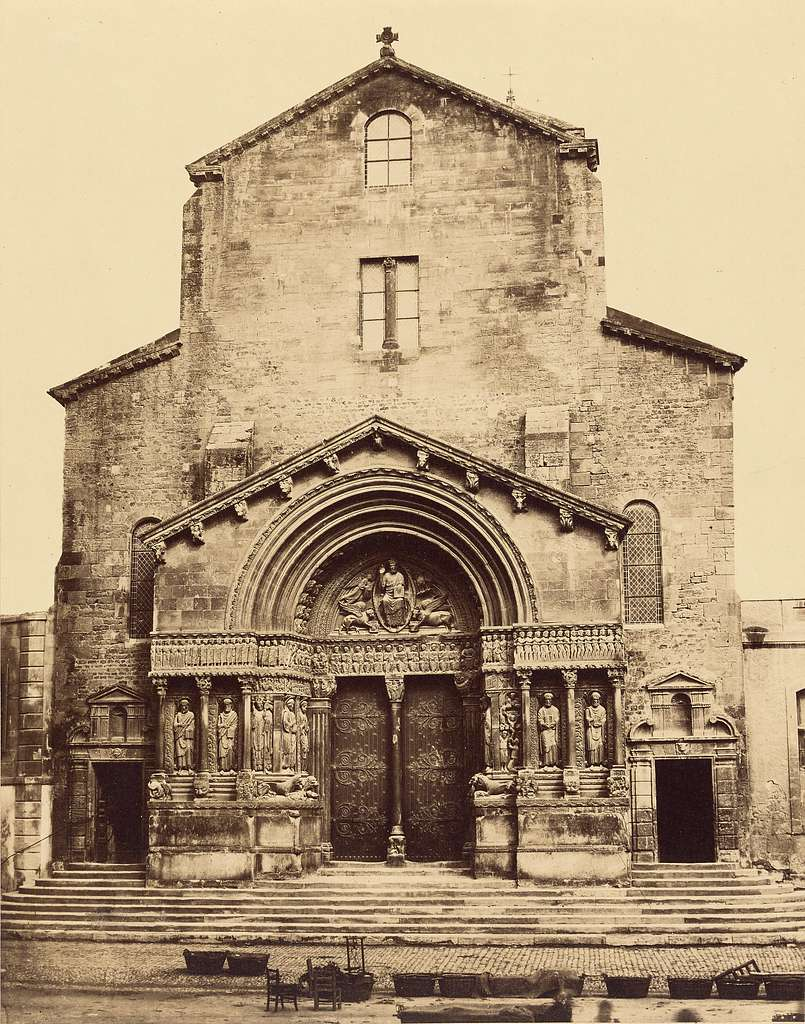
L'Église Saint-Trophime d'Arles (ca. 1850-1859).

* 1856 : il réalise sur commande des Beaux-arts un reportage sur les inondations dévastatrices du Rhône, à Lyon, Avignon et Tarascon. Il est naturalisé français cette même année.
- De 1855 à 1857 : il photographie la construction du nouveau Louvre (Paris). Il publie en 1857 Réunion des Tuileries au Louvre. 1852-1857. Recueil de photographies publié par ordre de ... Mr. Achille Fould, ministre d'état et de la Maison de l'Empereur, Paris, Chardon ainé, 4 vol. in-folio oblong[7].
- 1857 : il devient membre de la Société française de photographie

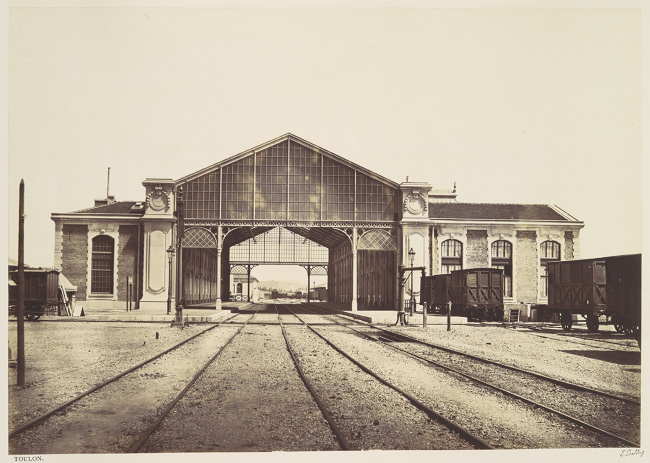
La Gare de Toulon (1859).

- 1859 : Baldus réalise un nouvel album à l'occasion du prolongement de la ligne de chemin de fer entre Marseille et Toulon.
- Années 1860 : à partir de 1860, il travaille essentiellement dans des formats plus petits. Commandés en 1861, ses clichés regroupés dans son album sur les chemins de fer de Paris à Lyon et à la Méditerranée, juxtaposent avec harmonie les réalisations de l'ingénierie moderne avec celles de l’héritage romain et médiéval dans le but d'en souligner les analogies.
- À partir de 1865, l'aspect de plus en plus commercial de la photographie l'éloigne de la prise de vue[8]. Il réalise alors avec le docteur Charles Ozanam la mise au point d'un appareil permettant de photographier les battements du cœur[9].
- en mai-juin 1870, avec d'autres membres de sa famille, il vend un terrain situé 17, rue d'Assas à la Société Thome et Cie pour raison d'alignement[10].
- 1875 : il rassemble la plupart de ses photographies, retirées en héliographie, dans son ouvrage Les Monuments principaux de la France.

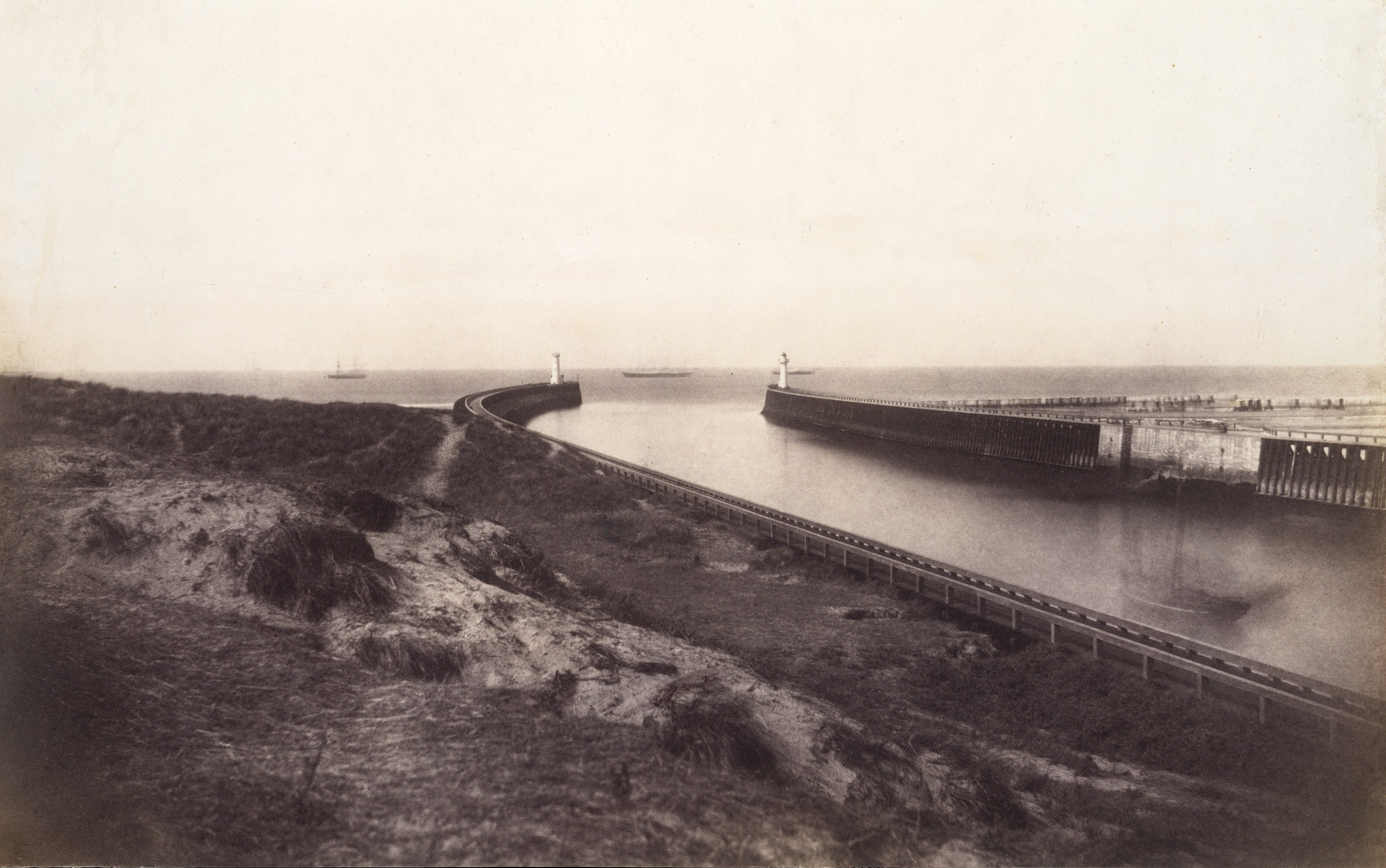
Entrée au Port de Boulogne (1855).

Il a laissé un grand nombre de négatifs dont une partie est encore en mains privées.
Il est enterré au cimetière de Cachan.

## Droit
Les photographies de Baldus ont donné lieu à une jurisprudence fondatrice et essentielle en droit des obligations, et plus précisément en droit des contrats et en droit de la vente. En effet, un vendeur avait assigné son acheteur, pour avoir acquis des photographies sans révéler leur origine et la grande valeur de celles-ci, que ledit vendeur ignorait. Le 3 mai 2000, la 1re chambre civile de la Cour de cassation a rendu un arrêt de principe, posant que, aucune obligation d'information ne pesant sur l'acheteur, celui-ci ne pouvait être sanctionné pour n'avoir pas fait connaître à son vendeur la véritable valeur de ces photographies.
Cette jurisprudence est décisive en droit français, car le Code civil (article 1137) dispose que les contrats ne peuvent être valides et sont nuls, dès lors qu'a eu lieu la dissimulation intentionnelle par l'un des cocontractants d'une information dont il savait le caractère déterminant pour l'autre partie. Le prix de la chose étant donc exclu de ces éléments relevant d'un caractère déterminant, on en déduit que le fait d'« arnaquer » son cocontractant quant au prix de la chose n'est pas illicite en droit français, et qu'un contrat passé de telle façon est valide.

## Œuvres dans les collections publiques
Les archives photographiques de la Médiathèque de l'architecture et du patrimoine de Charenton-le-Pont conservent de nombreux négatifs papier et négatifs verre au collodion, datant pour la plupart de la seconde moitié des années 1850 et des années 1860.

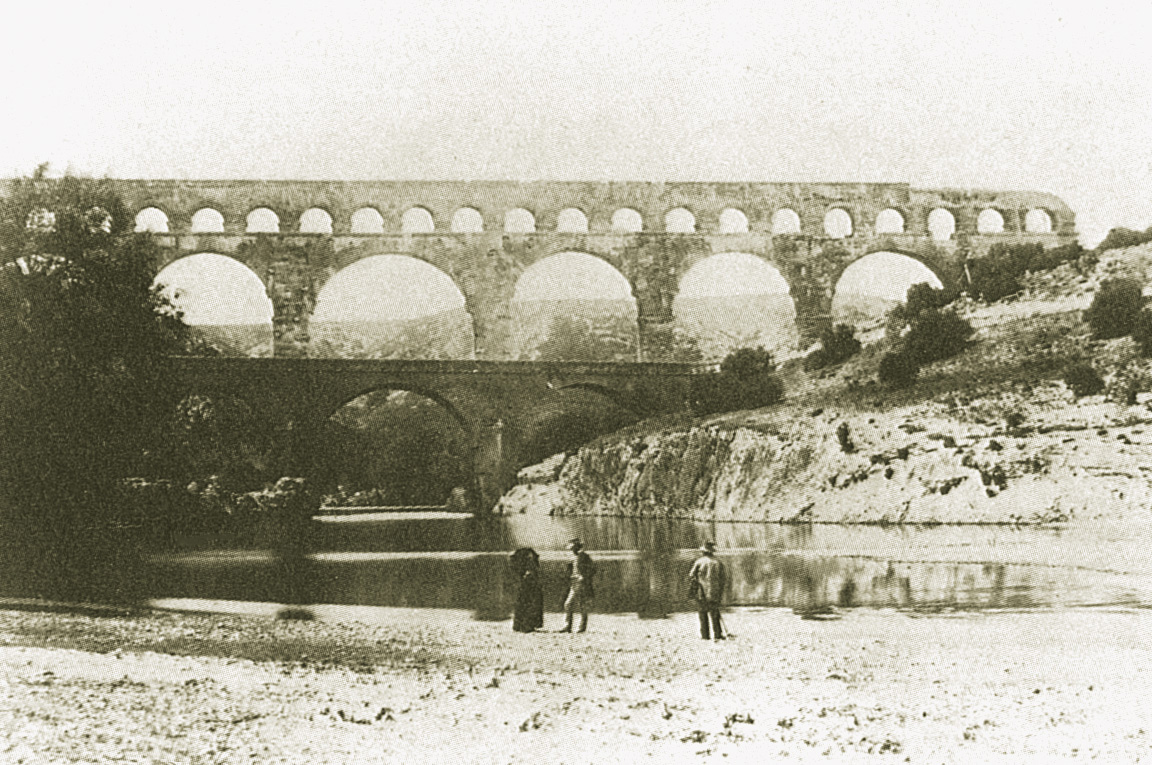
Le Pont du Gard.
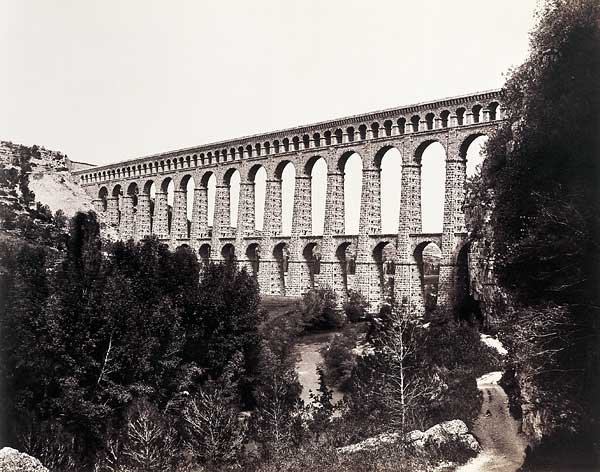
L'Aqueduc de Roquefavour, en Provence.
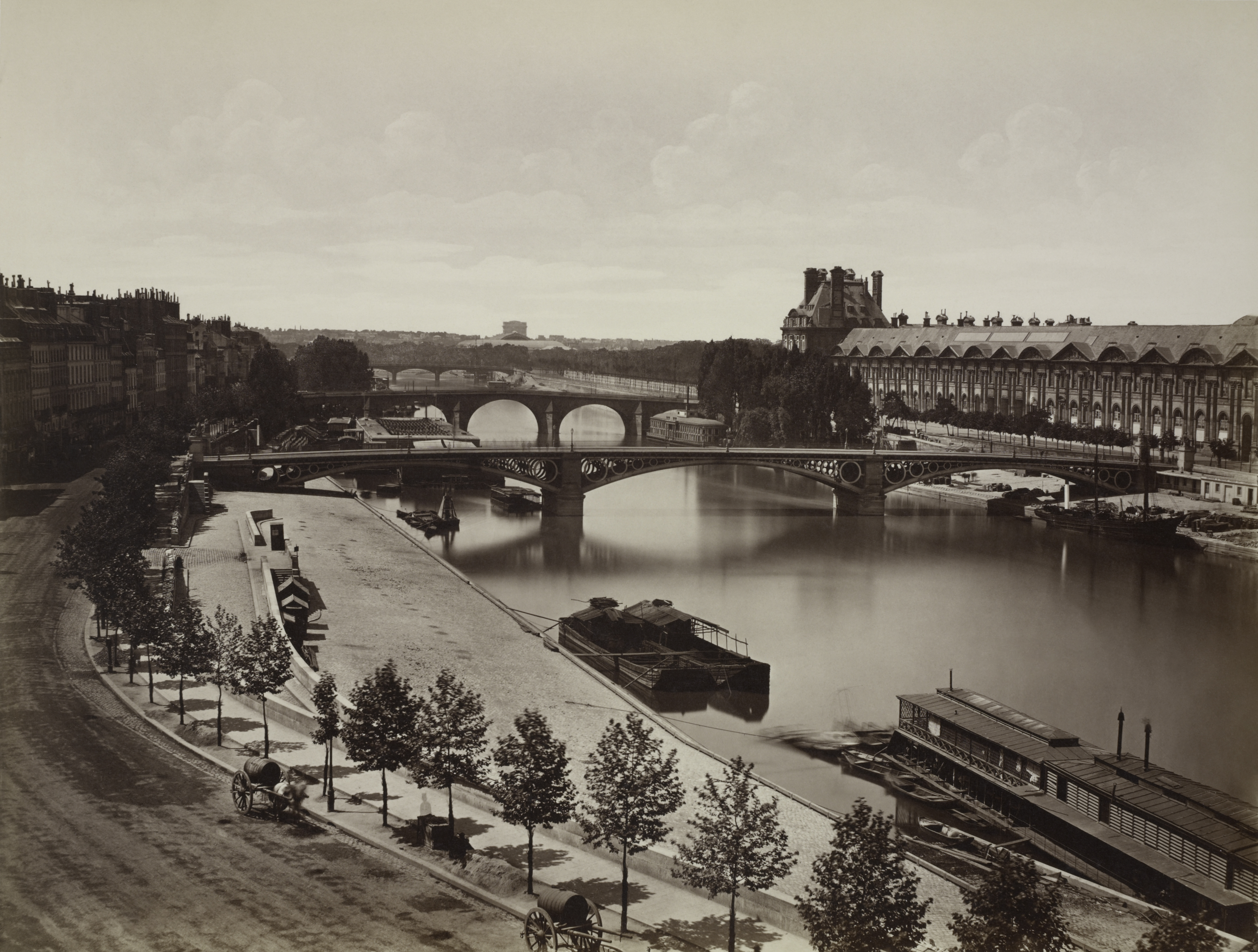
« Pont royal et Louvre », photographié à Paris entre 1852 et 1857. On voit également la Seine. Photographie conservée au New York Public Library.

## Photographies notables
- Le Pont du Gard, 1850.
- Les Arènes de Nîmes, 1851, assemblage de trois négatifs pour un format de 43,5 × 92,3 cm.
- L'Aqueduc de Roquefavour, album Chemin de fer de Paris à Lyon et à la Méditerranée (Paris), Compagnie PLM, vers 1861-1863, [69] f. de pl.[15].

## Cotation
- Orange, le Théâtre antique vers 1859, tirage albuminé d’après négatif sur verre, 43 × 33 cm : 40 000 FF (hors frais d’achat), le 22 janvier 2000, étude Pescheteau-Badin, Paris, hôtel Drouot.